# Kran
En kran er en maskine, som bruges til at løfte og/eller flytte tunge ting med. 
Kraner deles groft op i to kategorier: Med eller uden kontravægt. Med modvægt er mange større mobilkraner, tårnkraner og visse typer havnekraner. Uden modvægt er (som regel) lastbilmonterede kraner, portalkraner og visse typer havnekraner.
Mobilkraner, tårnkraner og lastbilmonterede kraner er beregnet til at stå stationært under arbejdet og opstilles med støtteben eller (for tårnkraner) eventuelt fundament.
Portalkraner er mobile i arbejdsområdet, og er oftest opstillet på skinner på samme måde som et tog.

## Galleri
- Lastbilmonteret kran kranbiler
- Mobilkran hjælper til ved brandslukning
- Portalkran
- Normalt ses denne krantype med en grab til lastning og losning i bulkterminaler
- Tårnkraner i Rotterdam
- Lodbrok i Ystads havn 5 nov 2020.